# Cantó de Salvanhac
El cantó de Salvanhac és un cantó francès del departament del Tarn, situat al districte d'Albi. Té 8 municipis i el cap cantonal és Salvanhac.

## Municipis
- Biuvais de Tescon
- Montdurauça
- Montgalhard
- Montvalent
- Sent Orsesi
- Salvanhac
- La Sausièra e Sant Joan
- Tauriac

## Història
| Data d'elecció                           | Identitat           | Partit        | Qualitat |
| ---------------------------------------- | ------------------- | ------------- | -------- |
| 1985-1992                                | René Ancilotto      | Divers droite |          |
| 1992-1998                                | Jean-Claude Pradier | RPR           |          |
| 1998-                                    | Georges Paulin      | Divers gauche |          |
| les dades anteriors no són pas conegudes |                     |               |          |
|                                          |                     |               |          |

## Demografia
| 1962  | 1968  | 1975  | 1982  | 1990  | 1999  | 2006  |
| ----- | ----- | ----- | ----- | ----- | ----- | ----- |
| 2.615 | 2.721 | 2.342 | 2.269 | 2.208 | 2.432 | 2.724 |